# Székely Ottokár
Székely Ottokár Lajos OCist (Schlőgl Lajos) (Zalaszentiván, 1895. december 21. - Pécs, 1975. augusztus 9.) ciszterci szerzetes, gimnáziumi igazgató.

## Élete
1906-1914 között a székesfehérvári ciszterci gimnáziumban tanult. 1914. augusztus 14-én lépett a ciszterci rendbe. Zircen novicius, 1914-1919 között a teológiát a Norbertinumban végezte. A budapesti Tudományegyetemen latin-történelem szakos tanári és doktori oklevelet szerzett. 1919. december 28-án pappá szentelték.
1920-ban Zircen apáti jegyző és szertartó. 1921-ben Budapesten tanár, 1923-1924-ben tanulmányi szabadságon a Bécsi Magyar Történeti Intézetben, az osztrák-magyar konkordátum ügyeit kutatta. 1924-től Budapesten tanár és 1943-tól házfőnök-helyettes. 1946-tól Székesfehérváron házfőnök, a kollégium rektora, a gimnázium és a diákotthon igazgatója, a plébánia lelkésze.

## Művei
- Hunyadi János első török hadjáratai 1441-1444. Hadtörténelmi Közlemények 20/21 (1919-1921).
- Szent Imre és a magyar lélek. Katholikus Szemle 44/6, (190) 487-493.
- Hóman-Szekfü: Magyar történet. II. kötet. – A rendiség kialakulásának kora. Írta: Hóman Bálint. Katholikus Szemle, 1931/2, 149-151.
- Somogyi Antal: A modern katolikus művészet. Budapest, Dóm-kiadás, 1933. 183 l., 37 kép. Katholikus szemle 48/4 (1934), 255-256.
- Az egyházi nemesség, A Gróf Klebelsberg Kunó Magyar Történetkutató Intézet Évkönyve V, (1935) 28-52.
- A ciszterci apácák Magyarországon. A Ciszterci Rend budapesti Szent Imre-gimnáziumának 1941-42. évi évkönyve.
- Az Isteni Szeretet Leányai által fenntartott budapesti Szent Margit nevelőintézet katolikus Patrona Hungariae leánygimnáziuma évkvönyve az 1943/44. évre. Szerk. Uo., 1944.